# Düwag N8C
Düwag N8C — тип трамвая, що випускався в 1978–1986 роках німецькою компанією «Düsseldorfer Waggonfabrik» (нині Duewag). 
Трамвай належить до серії M/N, що випускався для німецького ринку в 1975–1999 роках. 
Вузькоколійна версія трамвая була позначена як M8C.

## Конструкція
Вагон типу M є наступником типу Мангейм, представленими в 1969 році , і був розроблений як шести- та восьмивісний зчленований транспортний засіб у двосторонній конструкції. 
Він був заснований на рекомендаціях типу Verband öffentlicher Verkehrsbetriebe для легкорейкового транспортного засобу в попередній експлуатації. 
Хоча рекомендація VÖV передбачала використання вагонів шириною 2,40 м (що було реалізовано лише в Ганновері з TW 6000), вагон M мав ширину лише 2,30 м, щоб його можна було краще інтегрувати в конфігурацію колійної мережі більшості компаній.
N8C є високопідлоговим, трисекційним, восьмивісним, двостороннім транспортним засобом — має двері з обох боків транспортного засобу та кабіну водія з обох кінців. 
Вагон оснащений трьома парами широких дверей і одними вузькими дверима в кінці - в середній частині дверей немає. 
Двері оснащені відкидною сходинкою, що полегшує вхід у транспортний засіб з рівня рейок. 
Вагони мають відкидні вікна, тиристорний пуск, пісочниці. 
Пасажироміскість — 226 осіб.